# Xã Summerhill, Quận Cambria, Pennsylvania
Xã Summerhill (tiếng Anh: Summerhill Township) là một xã thuộc quận Cambria, tiểu bang Pennsylvania, Hoa Kỳ. Năm 2010, dân số của xã này là 2.467 người.